# (100852) 1998 HY33
(100852) 1998 HY33 es un asteroide perteneciente al cinturón de asteroides, región del sistema solar que se encuentra entre las órbitas de Marte y Júpiter, descubierto el 20 de abril de 1998 por el equipo del Lincoln Near-Earth Asteroid Research desde el Laboratorio Lincoln, Socorro, Nuevo México, Estados Unidos.

## Designación y nombre
Designado provisionalmente como 1998 HY33. 

## Características orbitales
1998 HY33 está situado a una distancia media del Sol de 2,346 ua, pudiendo alejarse hasta 2,936 ua y acercarse hasta 1,757 ua. Su excentricidad es 0,251 y la inclinación orbital 8,666 grados. Emplea 1313,04 días en completar una órbita alrededor del Sol.

## Características físicas
La magnitud absoluta de 1998 HY33 es 15,7. 